# Dirk Bogarde

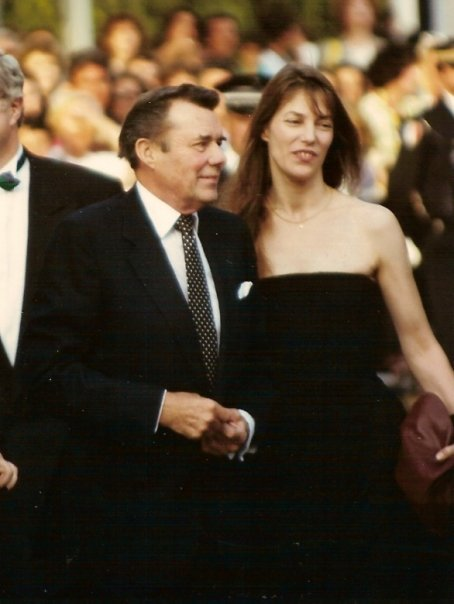
Dirk Bogarde och Jane Birkin i Cannes 1990.

Dirk Bogarde, ursprungligen Derek Jules Gaspard Ulric Niven van den Bogaerde, född 28 mars 1921 i West Hampstead i Camden i London, död 8 maj 1999 i Chelsea i London, var en brittisk skådespelare.

## Biografi
Bogarde, vars egentliga namn var Derek Jules Gaspard Ulric Niven van den Bogaerde, föddes i en taxi i en förort till London som son i en engelsk-nederländsk familj.
Bogarde deltog under andra världskriget i den brittiska arméns underrättelsetjänst, varefter han sökte sig till filmindustrin. Hans allmänt trevliga utseende hjälpte honom och han fick 1950 sin första stora roll i en kriminalfilm där han spelade rollen som gangstern, som sköt en poliskonstapel, men det var hans rollprestation i Doktorn i huset (1954, efter Richard Gordons roman), som gjorde honom till stjärna.
Från 1960-talet alternerade han mellan kommersiella och seriösa lågbudgetfilmer av ekonomiska respektive konstnärliga skäl. Under denna tid blev han prisad karaktärsskådespelare efter bland annat filmerna Betjänten, För kung och fosterland, Darling, Döden i Venedig och Dubbelgångaren. Bogarde använde ett stramt, men uttrycksfullt spel.
En intressant detalj är att nästan alla filmer och bilder visar Bogarde i vänsterprofil, eftersom hans andra ansiktshalva inte var lika balanserad, och han ville alltid se stilig ut. Själv var han mest nöjd med rollen som von Aschenbach (vit kostym och vit panamahatt) i Döden i Venedig (1971).
När Bogarde såg Rainer Werner Fassbinders Dubbelgångaren (1978) var han lyrisk och trodde på storslam i Cannes för regissören och för sig själv. Väl där fick han se en obegripligt klippt film som ingen förstod. Fassbinder sade till den samlade pressen att det var hans självmordsbrev. Bogarde lämnade Cannes och återvände inte till filmindustrin på tolv år.
Strax satte han igång att skriva böcker, men i sin första självbiografi gjorde han misstaget att skriva sin adress, vilket betydde ett stort antal autografjägare på dörrmattan. Det blev sju delar av självbiografin, alla skrivna som vore de romaner. 
Bogarde avslutade sin filmkarriär 1991 som en döende far i Daddy Nostalgie. Många har trott att han var homosexuell, dels på grund av några roller han spelat, dels för att han aldrig gifte sig. Själv sade han att han avskydde ägande och tyckte om att vara för sig själv. 
Bogarde utnämndes till Knight Bachelor 1992.

## Filmografi i urval
- 1950 – Blå lyktan (The Blue Lamp)
- 1950 – Försvunnen i Paris (So Long at the Fair)
- 1952 – Jagad
- 1953 – Dömd i annans ställe (Desperate Moment)
- 1954 – De som våga (They Who Dare)
- 1954 – Havet skall inte få dem (The Sea Shall Not Have Them)
- 1954 – Doktorn är här (Doctor in the House)
- 1955 – Doktorn går till sjöss (Doctor at Sea)
- 1956 – Fången i San Jorge (The Spanish Gardener)
- 1957 – Doktorn är lös (Doctor at Large)
- 1957 – Generalen kidnappad (Ill Met by Moonlight)
- 1960 – På musikens vingar (Song Without End)
- 1962 – Fånglägersabotören (The Password is Courage)
- 1963 – Ensam stjärna (I Could Go On Singing)
- 1963 – Betjänten (The Servant)
- 1963 – Doktorn på vift (Doctor in Distress)
- 1964 – För kung och fosterland (King and Country)
- 1965 – Darling (Darling)
- 1966 – Modesty Blaise (Modesty Blaise)
- 1967 – Kraschen (Accident)
- 1968 – Sebastian och den hemliga koden (Sebastian)
- 1968 – Fixaren (The Fixer)
- 1969 – Oh vilket underbart krig (Oh What a Lovely War)
- 1969 – Justine i Alexandria (Justine)
- 1969 – De fördömda (Damned)
- 1971 – Döden i Venedig (Morte a Venezia)
- 1973 – Reptilen (The Serpent)
- 1974 – Nattportieren (Il Portiere di Notte)
- 1975 – Diakim måste dö (Permission to Kill)
- 1977 – Ödets hand (Providence)
- 1977 – En bro för mycket (A Bridge Too Far)
- 1978 – Dubbelgångaren (Despair)
- 1990 – Daddy Nostalgie (Daddy Nostalgie)